# Дом Овчинникова (Евпатория)
Дом Овчинникова — двухэтажное здание, находящееся на проспекте Ленина (дом № 2) в Евпатории. Здание построено в 1908 году в стиле модерн. Памятник архитектуры. Архитектор — Адам Генрих. Здание занимает Администрация города Евпатория.

## История
Участок для постройки дома Фёдора Христофоровича Овчинникова на современной Театральной площади был выделен Евпаторийской городской управой 22 декабря 1907 года. Строительство здания по проекту архитектора Адама Генриха было завершено в 1908 году.
В советское время здание занимал городской исполнительный комитет Евпатории. После провозглашения независимости Украины здание служило резиденцией администрации города Евпатории.
Постановлением Совета министров Республики Крым от 20 декабря 2016 года, здание было признан объектом культурного наследия России регионального значения как памятник градостроительства и архитектуры.

## Архитектура
Двухэтажное здание выполнено в стиле модерн и сложено из камня. Строение имеет скошенный угол и косые боковые стены. Дом Овчинникова похож на другие работы Адама Генриха — дома Давыдова и Ходжаша. Здание является одним из самых узнаваемых в Евпатории.

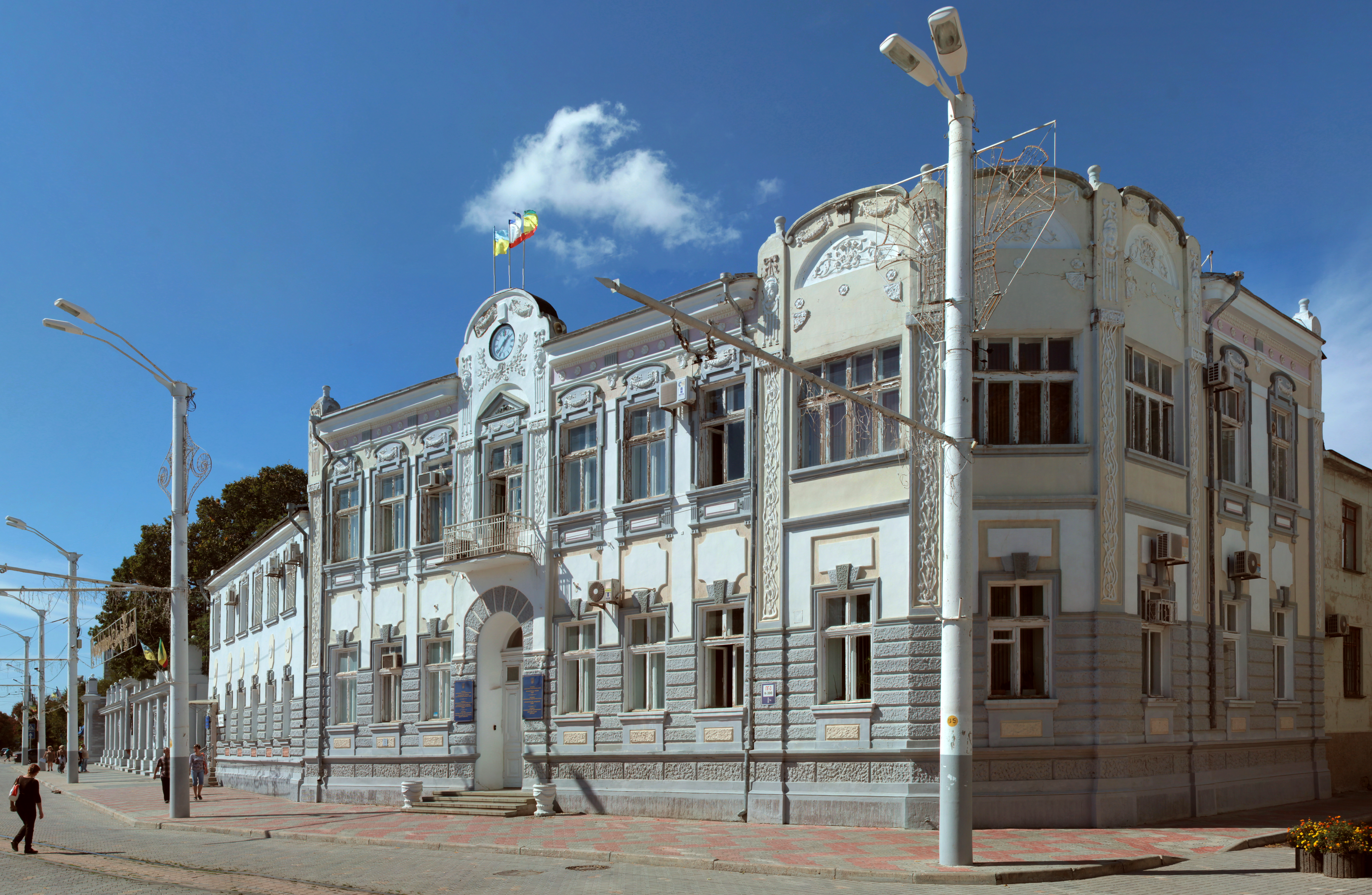
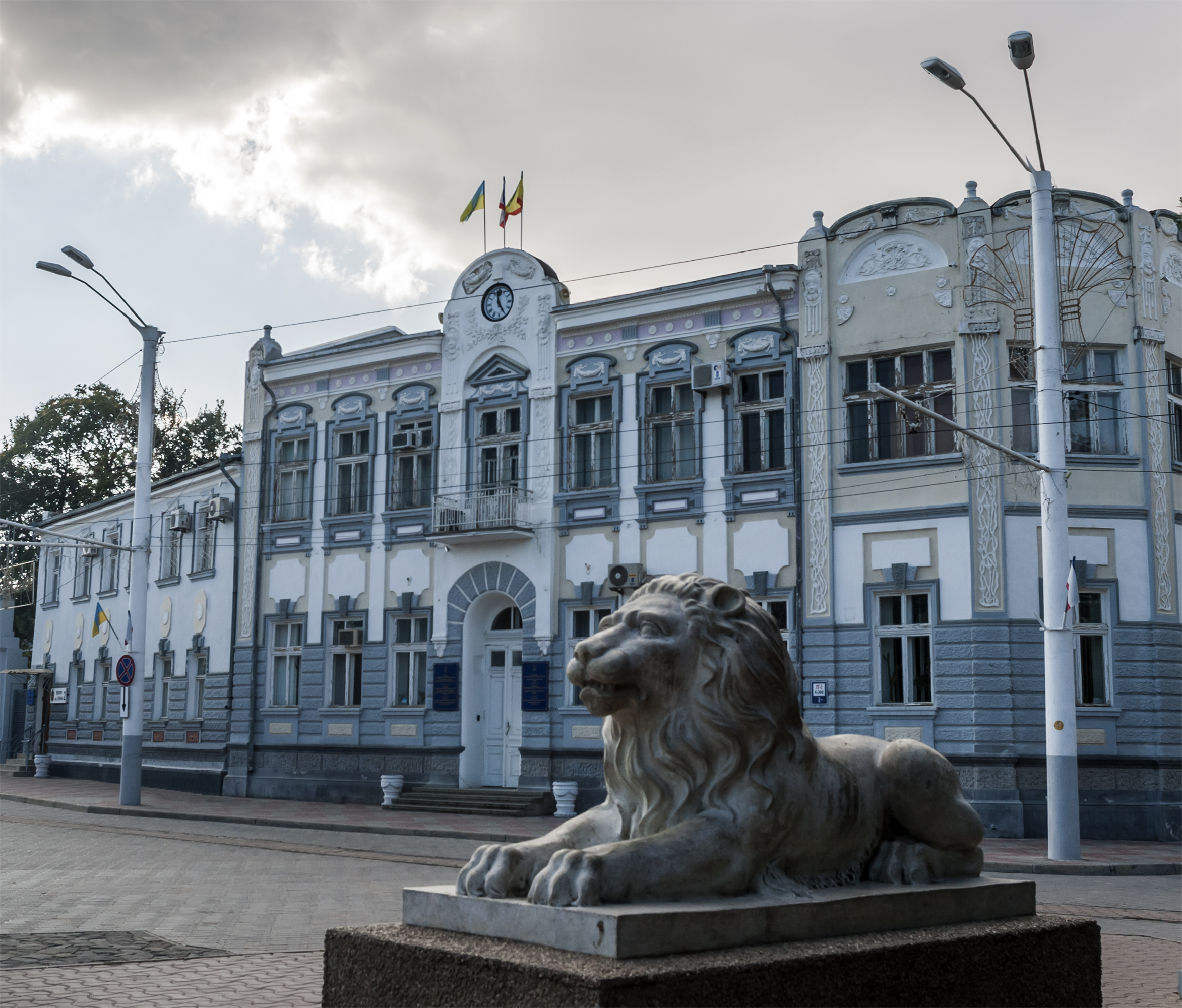
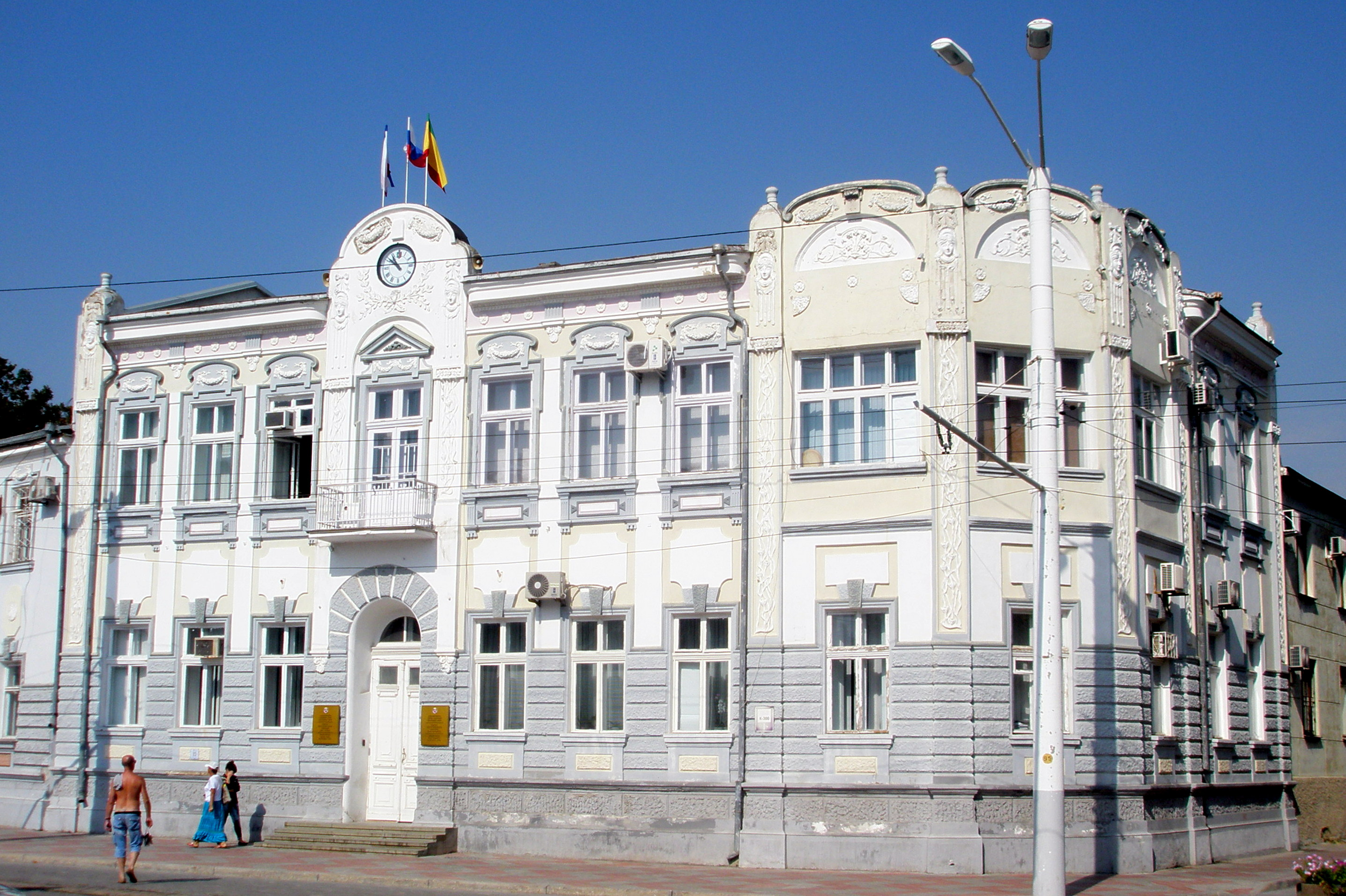